# Mistrzostwa Europy juniorów w hokeju na lodzie
Mistrzostwa Europy juniorów w hokeju na lodzie – turniej hokeja na lodzie w kategoriach juniorskich organizowany przez IIHF.
Historia rozgrywek ma dwa etapy istnienie. 
- W pierwszym mistrzostwa Europy obejmowały reprezentacje do lat 19 w latach 1968–1976 (łącznie 9 turniejów). Pierwsza historycznie oficjalna edycja odbyła się w 1968 (poprzedzający go turniej w 1967 miał rangę nieoficjalną).
- Druga część mistrzostwa została przekształcona w rozgrywkę reprezentacji do lat 18 (łącznie 22 turnieje od 1977 do 1998).

## Edycje
Do lat 19
| Rok  | Miasta gospodarze               | Złoto          | Srebro         | Brąz           |
| ---- | ------------------------------- | -------------- | -------------- | -------------- |
| 1967 | Jarosław                        | ZSRR           | Finlandia      | Szwecja        |
| 1968 | Tampere                         | Czechosłowacja | ZSRR           | Szwecja        |
| 1969 | Garmisch-Partenkirchen          | ZSRR           | Szwecja        | Czechosłowacja |
| 1970 | Genewa                          | ZSRR           | Czechosłowacja | Szwecja        |
| 1971 | Preszów                         | ZSRR           | Szwecja        | Czechosłowacja |
| 1972 | Boden, Luleå, Skellefteå        | Szwecja        | ZSRR           | Czechosłowacja |
| 1973 | Leningrad                       | ZSRR           | Szwecja        | Czechosłowacja |
| 1974 | Herisau, Appenzell Ausserrhoden | Szwecja        | ZSRR           | Finlandia      |
| 1975 | Grenoble                        | ZSRR           | Czechosłowacja | Szwecja        |
| 1976 | Kopřivnice, Opawa               | ZSRR           | Szwecja        | Finlandia      |

Do lat 18
| Rok  | Miasta gospodarze                                   | Złoto          | Srebro         | Brąz           |
| ---- | --------------------------------------------------- | -------------- | -------------- | -------------- |
| 1977 | Bremerhaven, Brema                                  | Szwecja        | Czechosłowacja | ZSRR           |
| 1978 | Helsinki, Vantaa                                    | Finlandia      | ZSRR           | Szwecja        |
| 1979 | Tychy, Katowice                                     | Czechosłowacja | Finlandia      | ZSRR           |
| 1980 | Hradec Králové                                      | ZSRR           | Czechosłowacja | Szwecja        |
| 1981 | Mińsk                                               | ZSRR           | Czechosłowacja | Szwecja        |
| 1982 | Ängelholm, Tyringe                                  | Szwecja        | Czechosłowacja | ZSRR           |
| 1983 | Oslo                                                | ZSRR           | Finlandia      | Czechosłowacja |
| 1984 | Rosenheim, Garmisch-Partenkirchen, Füssen, Bad Tölz | ZSRR           | Czechosłowacja | Szwecja        |
| 1985 | Anglet                                              | Szwecja        | ZSRR           | Czechosłowacja |
| 1986 | Düsseldorf, Ratingen, Krefeld                       | Finlandia      | Szwecja        | Czechosłowacja |
| 1987 | Tampere, Kouvola, Hämeenlinna                       | Szwecja        | Czechosłowacja | ZSRR           |
| 1988 | Frydek-Mistek, Vsetín, Ołomuniec, Przerów           | Czechosłowacja | Finlandia      | ZSRR           |
| 1989 | Kijów                                               | ZSRR           | Czechosłowacja | Finlandia      |
| 1990 | Örnsköldsvik                                        | Szwecja        | ZSRR           | Czechosłowacja |
| 1991 | Nowa Wieś Spiska, Preszów                           | Czechosłowacja | ZSRR           | Finlandia      |
| 1992 | Lillehammer, Hamar                                  | Czechosłowacja | Szwecja        | Rosja          |
| 1993 | Nowy Targ, Oświęcim                                 | Szwecja        | Rosja          | Czechy         |
| 1994 | Jyväskylä                                           | Szwecja        | Rosja          | Czechy         |
| 1995 | Berlin                                              | Finlandia      | Niemcy         | Szwecja        |
| 1996 | Ufa                                                 | Rosja          | Finlandia      | Szwecja        |
| 1997 | Znojmo, Třebíč                                      | Finlandia      | Szwecja        | Szwajcaria     |
| 1998 | Malung, Mora                                        | Szwecja        | Finlandia      | Rosja          |